# Zeia
|  | Aquest article tracta sobre la població. Vegeu-ne altres significats a «riu Zeia». |

Zeia (en rus: Зе́я) és una ciutat de l'óblast de l'Amur, a Rússia. Es troba a 228 km al sud-est de Tinda, a 386 km al nord de Blagovésxensk i a 5.348 km a l'est de Moscou.
Zeia fou fundada el 1879 amb el nom de Zéiski Sklad després de la descoberta d'un jaciment d'or a la conca del riu Zeia. El 1906 rebé el nom de Zeia-Prístan i obtingué l'estatus de ciutat. El 1913 rebé el seu nom actual: Zeia.